# Грунец (Орловская область)
Грунец — деревня в Корсаковском районе Орловской области, входит в состав муниципального образования Новомихайловское сельское поселение.

## География
Расположена на реке Грунец, в 16 км южнее Корсаково.

## История
Деревня входила в состав Новосильского уезда.
В XIX веке в деревне находилось имение Грунец, которое принадлежало русскому публицисту и литературному критику, революционному демократу Дмитрию Писареву. В 1880 году здесь была похоронена мать Дмитрия — В. Д. Писарева, которая проживала в имении.

## Население
| 1857 | 1859 | 1915 | 2010 |
| ---- | ---- | ---- | ---- |
| 357  | ↗380 | ↗556 | ↘1   |